# Conozoa hyalina
Conozoa hyalina es una especie extinta de saltamontes perteneciente a la subfamilia Oedipodinae de la familia Acrididae, y está asignado a la tribu Trimerotropini. Este género era endémico de Estados Unidos.